# The World (Pendragon)
The World è un album del gruppo musicale neoprogressive britannico Pendragon, pubblicato nel 1991 dalla Toff Records.

## Tracce
1. Back in the Spotlight – 7:39
2. The Voyager – 12:15
3. Shane – 4:25
4. Prayer – 5:21
5. Queen of Hearts – 21:46
6. And We'll Go Hunting Deer – 7:14

## Formazione
- Nick Barrett - chitarra, voce
- Clive Nolan - tastiere
- Peter Gee - basso
- Fudge Smith - batteria